# Osvaldo Lamborghini
Osvaldo Lamborghini (Buenos Aires, 12 aprile 1940 – Barcellona, 18 novembre 1985) è stato uno scrittore e poeta argentino.
Considerato uno  «scrittore maledetto», la sua opera è stata conosciuta dopo la sua morte grazie a scrittori come César Aira, Rodolfo Fogwill e Néstor Perlongher. Lamborghini è noto  per una scrittura carica di violenza, con uso del gergo politico, del lunfardo, della parodia e di immagini pornografiche.

## Biografia
Osvaldo Lamborghini nasce il 12 aprile 1940 nella città di Buenos Aires, Argentina. Figlio di un ingegnere che lavorò per il governo del generale Juan Domingo Perón, si iscrive, in gioventù, al Partito Peronista.  Trascorre l'infanzia e l'adolescenza a Necochea, dove conclude la sua educazione secondaria.
Nel 1972 si avventura nel fumetto, pubblicando la serie umoristica ¡Marc! con il disegnatore Gustavo Trigo, nella rivista Top Maxi Historietas.
Nel 1973, dopo la pubblicazione del suo primo testo, Il Fiordo, la sua partecipazione attiva al peronismo diminuisce, riprendendo più tardi per integrare il settore più ortodosso del partito. In seguito al colpo di Stato del 24 marzo  1976 si esilia in Spagna.
Dal 1976 al 1985 vive a Barcellona, dove muore di infarto all'età di  45 anni.

## Opere

### Romanzi
- El fiord (1969)
- Sebregondi retrocede (1973)

### Poesia
- Poemas (1980)

### Fumetti
- ¡Marc! (illustrazioni di Gustavo Trigo) (1972)

### Postumi
- Novelas y cuentos I (2012)
- Novelas y cuentos II (2012)
- Poemas 1969-1985 (2012)
- Tadeys (2012)
- Una nueva aventura de Irene Adler (con Dodi Scheuer) (2016)

## Traduzioni italiane
- Il ritorno di Hartz e altre poesie, Libri Scheiwiller, 2013, ISBN 978-8876446641 . Edizione bilingue.
- La pianura degli scherzi, Miraggi Edizioni, 2019, ISBN 9788833860695 . Raccolta delle prose Il fiordo, Sobregondi retrocede, La causa giusta, Le figlie di Hegel.